# آئودی ای۲

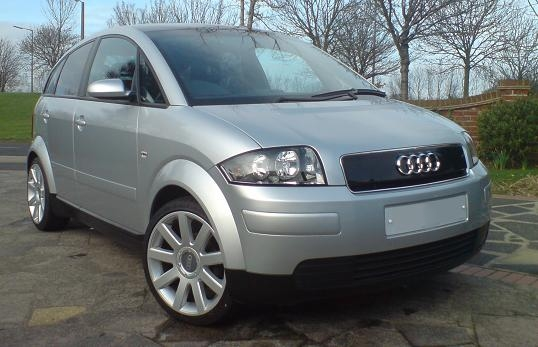

آئودی ای۲ (Audi A۲) خودرویی است که در ۱۵ نوامبر ۱۹۹۹ تا اوت ۲۰۰۵ در آلمان تولید شده‌است. طراحی آن موتور جلو و خودرو محور جلو بوده طول آن در حالت طبیعی ۳٬۸۲۶ میلی‌متر است. سیستم جعبه‌دندهٔ آن ۵ دنده به صورت دستی است.